# セントラルヒーティング

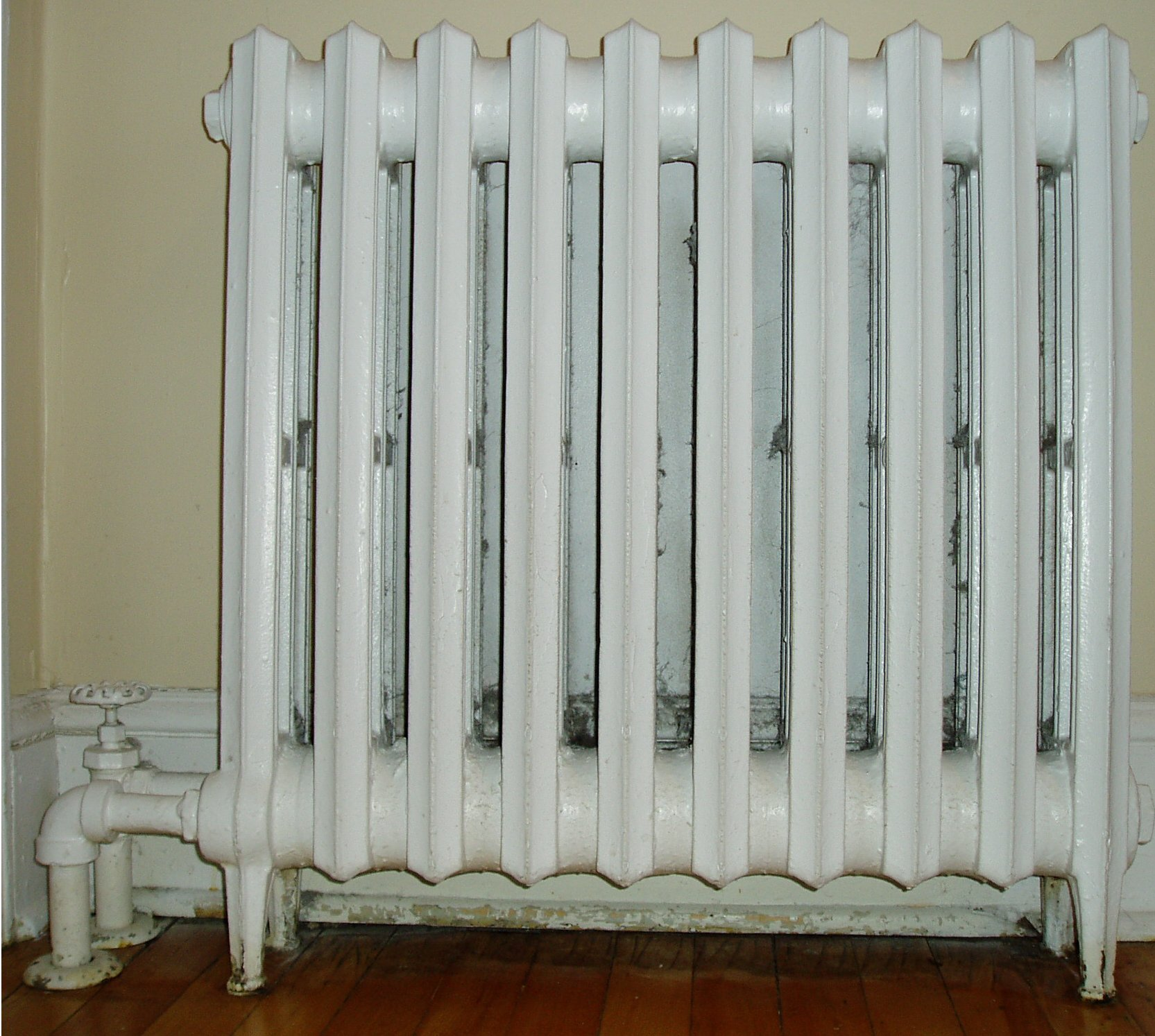
欧米のラジエーター

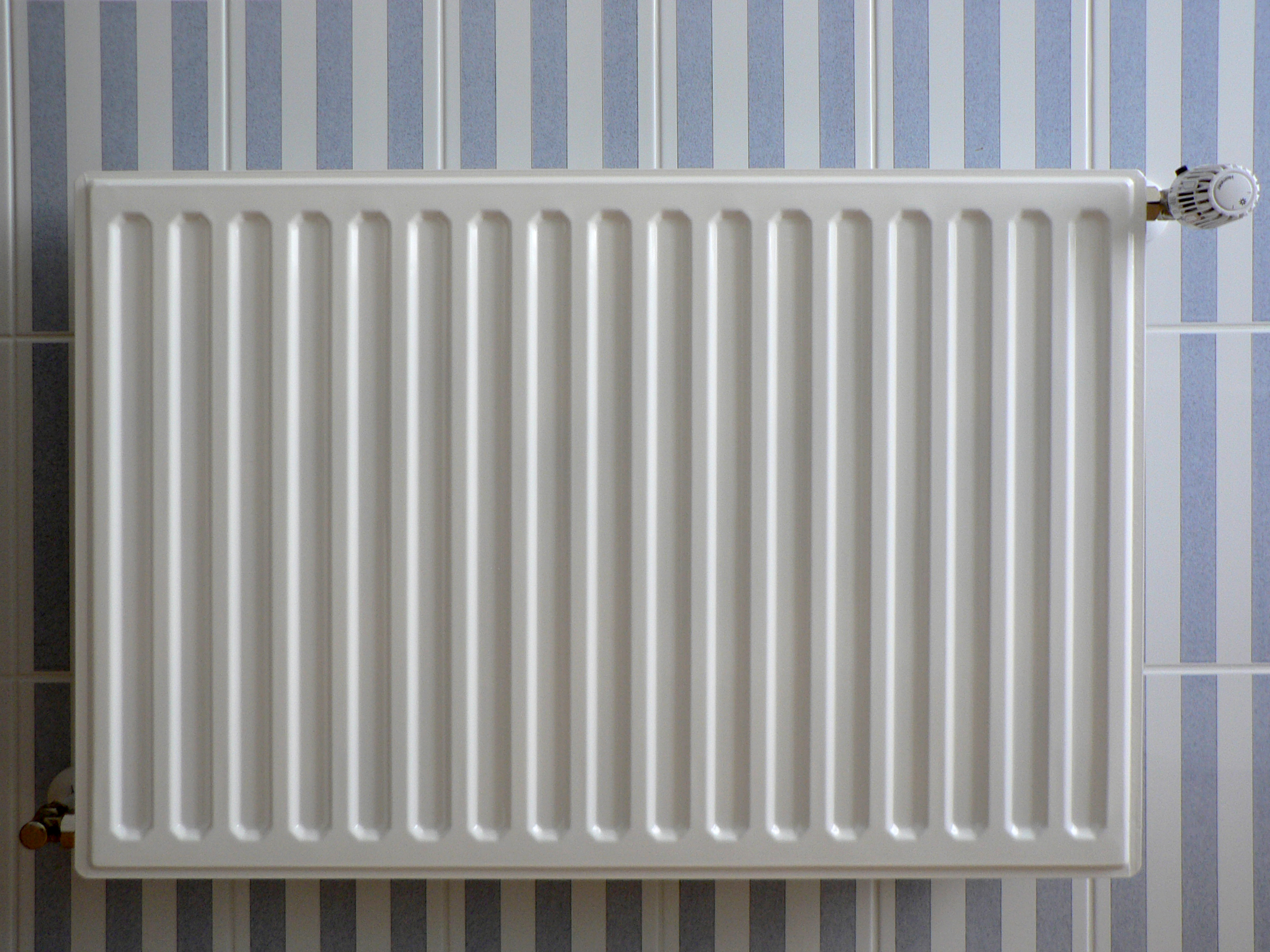
ヨーロッパのセントラル・ヒーティング・システム

セントラルヒーティングとは、一箇所にボイラーなど熱源装置を設置して、熱を暖房が必要な各部へ送り届ける暖房方式である。全館集中暖房（ぜんかんしゅうちゅうだんぼう）、中央暖房（ちゅうおうだんぼう）ともいう。
日本においては重油を主にした石油ボイラーが主として用いられてきたが、建物の種類や規模（民家など）によっては、ガスボイラーや灯油焚きボイラーも使われる。これらのボイラー熱で湯を沸かし、温水を循環ポンプで、または低圧蒸気を配管で直接、放熱器のある各部屋へ届ける。冷えた温水・凝縮した凝縮水は配管を伝いボイラー室に戻り、ポンプでボイラーに給水され一巡する。
各部屋に設置される放熱器は、一般的なストーブほど高温にはならないため、火傷や火災の危険が少なく、放熱器自体からは燃焼ガスの発散がまったく無いので安全性に優れる。一方で、設置時には大掛かりな工事を要し、初期費用がかさみがちなのが欠点である。

## 発祥
古来から古代ローマではハイポコースト、ロシアにはアタプレーニエおよびペチカと呼ばれるシステムが存在する。また朝鮮半島および中国東北部ではオンドルと称する床暖房システムが存在した。

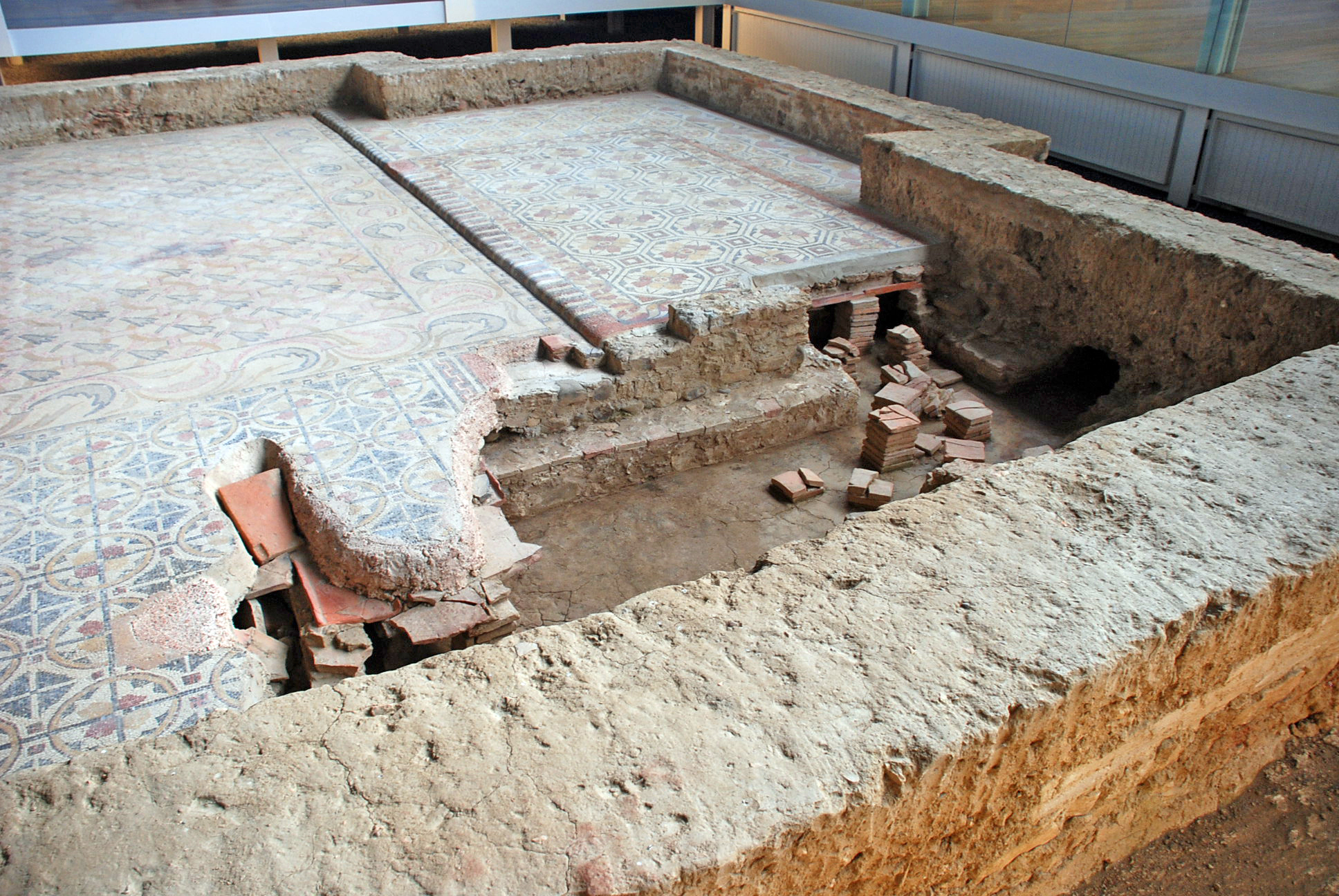
遺跡に残るハイポコーストの跡
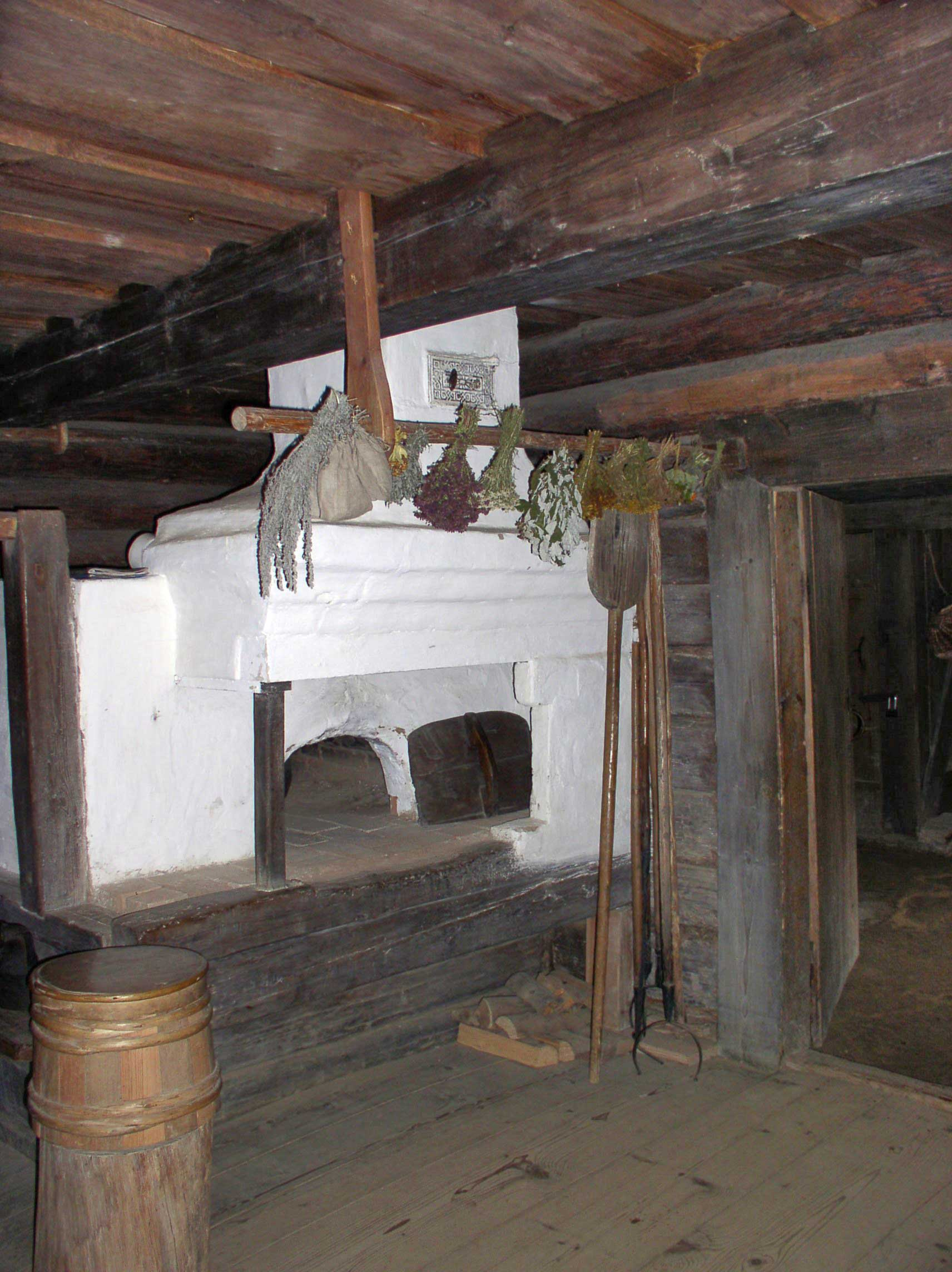
ベラルーシのペチカ
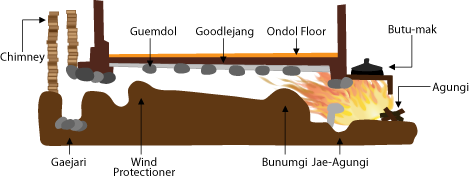
オンドルの構造

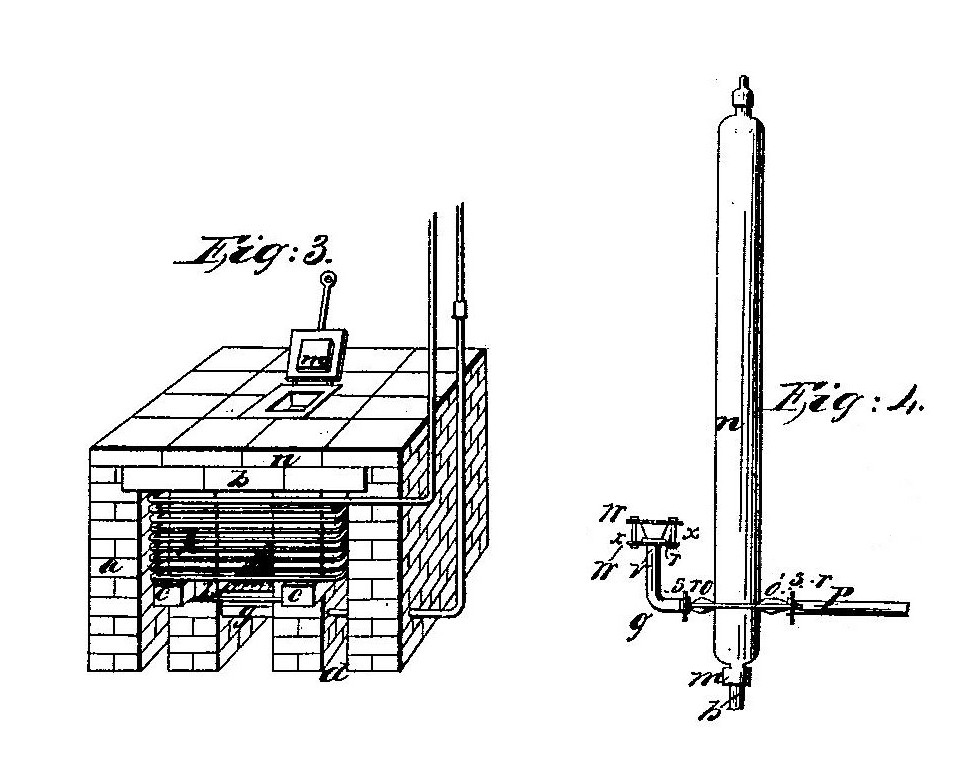
アンジア・パーキンスの蒸気暖房システムの米国888A特許の図より。

近代的なセントラルヒーティングの発祥は欧米である。1784年、ジェームズ・ワットは自宅の書斎向けの小規模な蒸気暖房を行ったが、蒸気による集中暖房の直接の始祖は1831年のアンジア・パーキンスによる暖房システム特許である。1860年代ごろには放熱器と配管とがドイツのケルチングにより分離され、ボイラー・配管・放熱器からなる暖房システムが構成され、現代の蒸気暖房の成立をみた。20世紀初頭から欧米の都市ではガス、電気、水道などの供給とともに蒸気の供給も行っている。
初期においてこの蒸気は発電の副産物であり、発電所が供給していた（コ・ジェネレーションシステム）。緯度的に北に位置する欧米都市では、街ぐるみで暖房と給湯に取り組む必要があったため（地域熱供給）、このような設備が生まれた。この蒸気を各戸へ分配するシステムがセントラルヒーティングであり、ビルディング等の建設時に、あらかじめ地下に蒸気を温水へと熱交換するボイラーが設置され、温水が作られた。温水はビル内の各所へ分配され、暖房と給湯を成していたのである。
冬の寒さの厳しい英米ではセントラルヒーティングは一般的であり、アメリカの戸建て住宅では竜巻被害の防止やユーティリティースペース確保の観点から造られる地下室に温水ボイラーを設置する例が多い。日本ではもっぱらビル空調の一環として始まったセントラルヒーティングであり、戸建て住宅では採用例は少なかったが、住宅向け熱源装置の登場で極寒地である北海道を中心にセントラルヒーティングの導入は進みつつある。特に住宅の高気密化・高断熱化による冷暖房効率の向上および、室内での暖房用燃焼機器の使用が換気の面から採用しにくくなったことも、セントラルヒーティングの選択には追い風になっている。

## 日本におけるセントラルヒーティング
日本においては明治時代に温水暖房・蒸気暖房が導入された。温水暖房が先行し、1880年（明治13年）法文科大学教室に温水暖房が設置され、1907年（明治40年）、都ホテル、京都商工銀行に重力式温水暖房が設置された。
1918年（大正7年）には東京海上火災ビルに強制循環式温水暖房が設置され、大規模建築にも温水暖房が導入されるようになるが、蒸気暖房に比べるとコスト高のため普及しなかった。ただ高温水暖房は昭和30年代に大学の構内暖房を中心に盛んになり、地域暖房へと発展していく。
一方で蒸気暖房は1887年（明治20年）、高田商会がドイツのケルチング社と提携し、二管式低圧式蒸気暖房システムを導入した。高田商会は次いで1890年（明治23年）にはウェブスター社とも提携し、ウェブスター式暖房を導入した。蒸気暖房は昭和初期までは官庁や高級な事務所向けで、ボイラーその他部品はすべて外国からの輸入品だった。大正末期になってようやくボイラーその他部品の国産化が図られ、1935年（昭和10年）以降には大都市のビルや病院などで採用されていく。
太平洋戦争後、1955年（昭和30年）ごろに蒸気暖房は再度ピークを迎えるものの、ダクト配管で換気と冷暖房とを同時に行う空気調和設備（いわゆる「ビル空調」）に取って代わられ、蒸気暖房は昭和40年代（1965年近辺）には寒冷地を除きほとんど新設されなくなった。ただ温水ボイラーは低温下における暖房熱源として引き続き冷凍機の吸熱側における熱供給の役目を果たし、温水をそのまま、もしくはパッケージ式水冷エアコンによる暖房時の供給熱源として活用された。しかしながらヒートポンプユニットの性能向上によりボイラーに頼らなくても充分な温水が生成できるようになったため、現代の建築では冷暖房兼用のチラーユニットのみで済ますケースが一般的である。

戸建て住宅の集中暖房は明治宮殿や赤坂離宮での温風暖房の例があるものの、邸宅となると1931年（昭和6年）の柳町政之助が自身の邸宅に床暖房設備を設置するが、床暖房は温水暖房よりもコストが掛かるためほとんど普及しなかった。日本における床暖房の普及は昭和30年代（1955年近辺）以降であり、セントラルヒーティング用の熱源機が登場したのは昭和40年代（1965年近辺）である。熱源もガスだけでなく石油を用いた貯湯式給湯機が1969年までには市場に投入され、ガス熱源のセントラル給湯暖房機だけでなく、1980年代には石油セントラル給湯暖房システムが本格的に普及促進されてきた。1990年代後半には寒冷地を中心にセントラル暖房が拡大し、石油給湯機だけで60万台の需要数となった。なお日本の温水セントラルヒーティングシステムは欧米では主流の密閉回路方式ではなく、循環ポンプ・膨張タンク等を一体化できる半密閉方式であり、放熱器も鋳物製ではなくファンの付いたファンコンベクターが採用され、床暖房・浴室乾燥暖房ともに取り入れられている。
なお、日本において地域熱供給事業者は2014年（平成26年）8月末時点で計78社138地点あるが、販売熱量も近年は減少傾向であり、需要家数は事業所向け・住居向けともに大きく落ち込んでいる。減少の理由として新規需要家が熱供給を選択しない例が多く、特に業務用の需要家では顕著であること、熱供給契約が賃貸借契約等とセットであったりして料金が割高でも解約しづらく需要家の不満が大きいことが需要家の先細りを招いていると分析している。北海道内での住宅向け熱供給を行っているのは全6社（うち公社は3社）のうち、札幌市の2社、苫小牧市の3社の計5社にとどまり、また区域も限られている。欧米では極寒地を中心に熱電併給が一般的に行われ、かつ熱源単価も低価格に設定されているのに対し、冬は寒くとも夏には冷房を必要とする日本では都市再開発によるビル群を対象にした冷熱を含む熱電併給の例が多く、一般家庭向け地域熱供給事業は設備投資の大きさゆえに熱源単価が割高で、個別に熱源装置を持ちたがる傾向が企業等を中心に強く、販売熱量・販売戸数ともに下落傾向にある。

## 方式
日本の住宅向けセントラルヒーティングの方式は、温水式と温風式とに分けられる。なおビルなど大規模建築で用いられた蒸気暖房は、当該項目を参照されたい。

### 温水式セントラルヒーティング

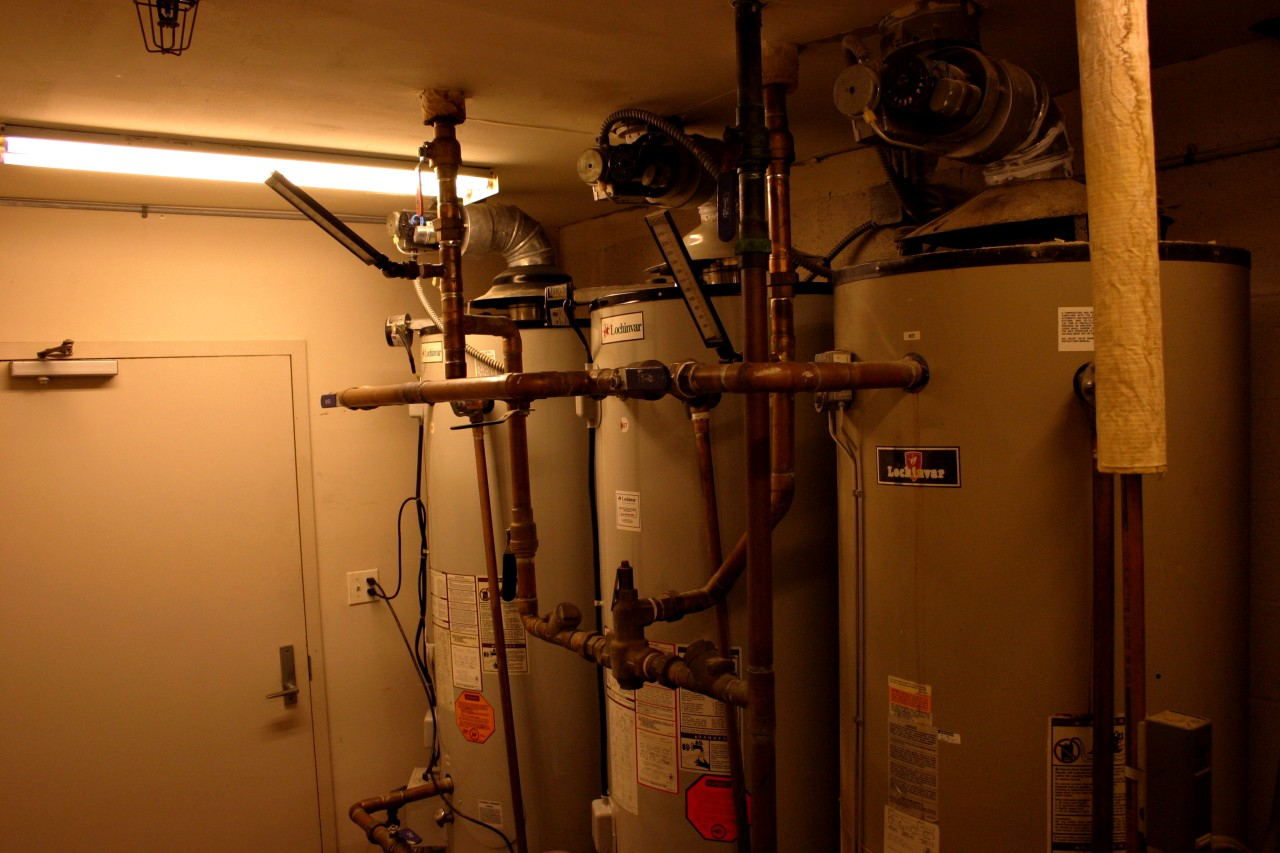
温水セントラルのボイラー室

一般にセントラルヒーティングといえば、この方式を指す。1975年頃までの北海道では温水ボイラーの燃料に石炭または軽油が主に使われ、その後、重油や灯油、電気、ガスが燃料の主流となった。温水ボイラーで作られた温水を循環ポンプで各部屋に分配し、放熱器やファン付きの放熱器であるファンコンベクターを用いて空気への熱交換を行い、建物全体を暖房する方式である。
熱媒体が温水であるため比熱が大きく、温風セントラルと比べ、ある程度長距離の配管を行っても熱損失が少ないことから、比較的大きな建物の暖房を行える。しかし、配管の断熱はもちろんのこと、配管や放熱器の液密・気密およびしっかりと確保しないと水漏れを起こし建築物を傷めてしまう。熱源となる温水ボイラーはともかく、配管工事費が高くつきイニシャルコストが大きくなりやすく、地震の影響を受けやすいのが難点である。戦後より地震の少ない寒冷地を中心とした戸建て住宅や、1980年代までの重厚な高級マンションで採用された。
温風式セントラルヒーティングよりも大きな建物に向くとはいえ、ビルのような大規模建築だと循環ポンプの駆動損失が大きくまた、配管径も大きく取る必要があるため経済的でない。このため細い管径で大量の熱を運べる（潜熱を利用できる）蒸気暖房が一般的であった。2000年代以降の北海道内の住宅では、温水式セントラルヒーティングは標準的な装備となっている。このほか、1980年代に入ると電気温水器を熱源とした個別セントラル方式（給湯および暖房に利用）のマンションや、同じく電気を使用するが熱は外部より取り込むヒートポンプによって温水を作る方式（エコキュート等）も存在する。

### 温風式セントラルヒーティング
石油もしくは電気、ガスなどを用いて空気を暖め、温めた空気を各部屋に分配するシステムである。FF式ファンヒーターの巨大版とも言え、実際にFF式ファンヒーターを熱源とするものも存在した。古くは暖炉の熱気（煙突から出る排気ではない）をダクトで各部屋に回し、家中を暖かくする工夫を施した建物もあった。なおオンドル等でみられた燃焼させた排気をそのまま管に通し配管で各部屋に配る方式は熱媒体そのものに炭酸ガスが含まれ中毒事故が多発したことから現在は採用されていない。
熱媒体が空気であるため、送風ダクトの気密性をさほど重要視しなくてよいこと、熱源にかかわらず暖かい空気であれば何でも熱源として使える点などがある。反面、比熱の小さい空気は長距離の引き回しには不適当であり、小規模な建築でしか使用できないという欠点がある。
アパートやマンションの暖房などに採用例がある他、本州東北部の新築住宅でも積極的な採用が見られた。北海道の新築住宅では、2000年以前に採用例が見られたものの、温水式セントラルヒーティングに押され、その後は姿を消している。